# 亚德诺半导体
亚德诺半导体技术有限公司（英語：Analog Devices，：ADI）是一家財富500強美國的跨國半導體裝置生產商。亚德诺半导体技术有限公司專為消費與工業產品製造ADC、DAC、MEMS與DSP晶片。他們目前正在設計大小範圍為65奈米到3微米的電路。
亚德诺半导体技术有限公司現今於全球雇用了15,300名雇員。2017年財政年度收入為51亿美元。

## 經歷
亚德诺半导体技术有限公司是世界上历史最悠久的半導體公司之一。該公司於1965年由Ray Stata與Matthew Lorber所創立。直到今天Stata仍然担任公司的董事长。Jerald G. Fishman現為CEO及總裁，Stata為董事長。
該公司總部位於麻省諾伍德市，於美國與愛爾蘭利默裡克市擁有生產工廠，於菲律賓擁有巨大的包裝設備，開發中心位於以色列、中國北京及上海、日本東京、台灣台北、蘇格蘭愛丁堡、澳洲墨爾本、 印度海得拉巴及班加洛、德國慕尼黑、西班牙瓦侖西瓦與其他地方。
2015年7月28日亚德诺半导体技术有限公司以每股46美元现金加0.2321股亞德諾股票交換1股凌力爾特股票，合共每股60美元，斥資148億美元收购凌力爾特（Linear Technology）
2020年，亚德诺半导体宣布，将通过全股交易方式以大约210亿美元的价格收购竞争对手Maxim Integrated Products美信集成產品。这是今年迄今美国最大的并购交易，ADI有史以来最大一笔收购。

## 產品
美國類比元件公司生產多種半導體裝置，共分為以下各類：
- 音頻放大器
- 比較器
- 類比數位轉換器
- 數位類比轉換器
- 單晶片
- 數位信號處理
- MEMS
- 感測器
- 無線電波
- 電源管理
- 音頻/視頻
- 光纖

軟體方面，有SoundMAX音效驅動程式，用來配合公司的AD系列音效晶片。SoundMAX是一種技術規範，包含一系列技術，可以減低CPU的佔用率，增加音效的臨場感。甚至有用戶將SoundMAX驅動改裝，使之套用於非ADI產品中。

## 最近消息
- 2006年E3期間，亚德诺半导体技术有限公司向新聞界透露正與任天堂合作為任天堂的新遊戲機Wii開發控制器，其中結合了亚德诺半导体技术有限公司的 ADXL330（页面存档备份，存于） 3軸直線加速度計[2]。
- 亚德诺半导体技术有限公司與Source Audio LLC（页面存档备份，存于） 合作，為動作控制吉他效果裝置HotHand製造DSP與動作感應器。
- 於2008年1月，安森美半導體以 $184M 美元完成收购亚德诺半导体技术有限公司的稳压及热管理 (Voltage Regulation and Thermal Management) 部門。
- 於2008年7月，亚德诺半导体技术有限公司宣佈退出音效卡市場，聲明指出，由於個人電腦音效市場的空間愈來愈小，利潤隨之減少，公司會把精力放在其他市場。另外，以往產品的驅動程式會持續更新。[3]

## 外部連結
- 公司網站（页面存档备份，存于）
- ADI股價（页面存档备份，存于）